# Verdet carablau
El verdet carablau (Chloropsis venusta) és un ocell de la família dels cloropseids (Chloropseidae).

## Hàbitat i distribució
Habita els boscos als turons de Sumatra.